# Highlight
Highlight (korejsky: 하이라이트) je jihokorejská hudební skupina, dříve známá jako Beast (korejsky: 비스트, stylizované jako BEAST nebo ∀ΔΣ), vytvořená v roce 2009 společností Cube Entertainment. Své první studiové album s názvem Fiction and The Fact skupina vydala v květnu 2011; další pojmenované So Beast vyšlo v srpnu téhož roku.